# ألعاب القوى في الألعاب الأولمبية الصيفية 2020 – سباق 10000 متر للسيدات
جرت أحداث سباق 100000 متر للسيدات ضمن فعاليات الألعاب الأولمبية الصيفية 2020 في 7 أغسطس 2021 في ملعب اليابان الوطني. تنافست فيها 29 رياضية.

## ملخص
في أولمبياد ريو، حطمت ألماز أيانا رقمًا قياسيًا عالميًا استمر لما يقرب من 23 عامًا، والذي اعتبره كثيرون مريبًا، لتفوز بالميدالية الذهبية. استمر رقم أيانا حتى 6 يونيو من هذا العام، عندما انتزعت سيفان حسن أكثر من عشر ثواني ونصف، محققة رقمًا قياسيًا عالميًا جديدًا. ولم تدم فرحة حسن سوى يومين حتى انتزعت ليتيسنبيت غيدي خمس ثوانٍ ونصف أخرى من وقت حسن وسجلت رقماً قياسياً عالمياً جديداً، 29:01.03. كلا من حسن وغيدي كانتا هنا، حيث كانت حسن في المرحلة الثالثة من محاولتها الثلاثية غير المسبوقة. ولكن لم يكتب للثلاثية النجاح حيث تراجعت نهاية حسن الشهيرة في سباق 1500 متر، مما تركها تناضل لتصل إلى البرونزية. كان هذا السباق قبل نهائي 10،000 بـ 22 ساعة فقط. غيدي ومعظم المشاركين كانوا يركضون على أرجل أكثر انتعاشًا. لم يعد أي من متسابقي منصة ريو، بما في ذلك أيانا. حسن وغيدي كانتا أيضًا صاحبتا الميداليتين الذهبية والفضية، على التوالي، من بطولة العالم الأخيرة. هيلين أوبيري، التي تمكنت حسن من هزيمتها في آخر 100 متر من سباق 5000 في وقت سابق من الأسبوع، عادت لمحاولة أخرى ضد حسن. بطاقة أخرى غير متوقعة في السباق كانت فرانسين نييونسابا، الحائزة على الميدالية الفضية في ريو لمسافة 800 متر، والتي تم إبعادها عن حدثها المفضل بسبب اللوائح الجديدة المتعلقة بهرمون التستوستيرون. إذا كانت لا تزال في المزيج، فما نوع السرعة النهائية التي يمكن أن تحققها؟
وصلت الرطوبة لـ91 بالمائة، تَوَجَّهَ تسعة وعشرون رياضيًا إلى المضمار. كانت هناك معايير تأهيلية، ولكن لم تكن هناك جولة تأهيلية للدخول في هذا السباق. كالمعتاد، تراجعت حسن إلى المركز الأخير، وتم تكريس دور المتصدر المبكر لأولئك الذين أرادوا ذلك، وهو ما مثل سباقات المسافات الأخرى هنا بتحولها إلى العدائين اليابانيين المحليين ريريكا هيروناكا وهيتومي نيا. بعد لفتين، تراجعت نيا وتيجيسي جبريسلااما خرجت من المسار، مما قلل من قوة الفريق الإثيوبي. قادت هيروناكا مجموعة من الرياضيين تقريبًا 8 لفات قبل أن تلتهم من قبل فريق بقيادة جيدي. حوالي دزينة تمكنوا من البقاء مع الفريق، مع حسن ترتاح براحة أمام الآخرين الذين يكافحون للبقاء في الخلف. مع تسريع جيدي قليلاً، انفصل المتخلفون. في غضون لفة أسرع أخرى، خرجت هيروناكا ونيونسابا من الخلف، انخفض الفريق إلى ستة، ثم خمسة مع تبقي نصف السباق. مع تراجع إيرين شبتاي، انخفض الفريق إلى جيدي، أوبييري، حسن وكالكيدان جيزاهيجن. مع تبقي 8 لفات، بدأت أوبييري في التلاشي من الخلف. ما لم يحدث شيء غريب، تم تحديد المتوجين بالميداليات مبكرًا. لمدة سبع لفات، كانوا في ترتيب وثيق، جيدي، حسن وجيزاهيجن يفصل بينهما بالكاد متر. أحيانًا كانت حسن تقطع كعوب جيدي التي كانت تنظر للخلف بغضب. مع 500 متر للذهاب، خرجت حسن للحصول على مساحة للركض حول جيدي في أي وقت. عند الجرس، سرّعت جيدي، ولكن بقيت حسن معها. في المنطقة الخلفية، اقتربت حسن، على كتف جيدي لكنها لم تأخذ القيادة أبدًا. خلال المنعطف الأخير، انتظرت حسن للحظة المناسبة. عند 125 متر للذهاب، تقدمت حسن، ومالت كتفها إلى الداخل بينما كانا يقتربان من مجموعة من العدائين المجتازين (إميلي سيسون، كاريسا شويزر وإيليش ماكولغان). أظهرت حسن سرعتها، وذهبت جيدي من الخلف. لكن جيزاهيجن ظلت مثابرة، تطارد حسن إلى المنزل. على بعد 50 مترًا من النهاية، تسارعت حسن مرة أخرى فقط للتأكد.
بينما لم تحصل حسنة على الثلاثية، أكملت ثاني "وولورث" للنساء (5 و10) مزدوجة في الألعاب الأولمبية بعد تيرونيش ديبابا في 2008. بينما جرت جميع المتوجات على نحو أسرع، إلا أن جميع أوقاتها ستضعهن ضمن أفضل 13 امرأة عبر التاريخ.

## الخلفية
كانت هذه هي المرة التاسعة التي يُقام فيها الحدث، حيث ظهر في كل الألعاب الأولمبية منذ 1988.

## التأهل
A لجنة أولمبية وطنية (NOC) يمكنها أن تدخل ما يصل إلى 3 رياضيين مؤهلين في حدث 10000 متر سيدات إذا استوفت جميع الرياضيات المعيار الدخول أو تأهلت بواسطة الترتيب خلال فترة التأهيل. (حد 3 كان موجودًا منذ مؤتمر الألعاب الأولمبية عام 1930). المعيار التأهيلي هو 31:25.00. تم "تحديد هذا المعيار لغرض وحيد هو تأهيل الرياضيين ذوي الأداء الاستثنائي غير القادرين على التأهل عبر مسار تصنيف الاتحاد الدولي لألعاب القوى." سيتم بعد ذلك استخدام تصنيفات العالم، التي تعتمد على متوسط أفضل خمسة نتائج للرياضي خلال فترة التأهيل ومرجحة بأهمية السباق، لتأهيل الرياضيين حتى يتم الوصول إلى الحد الأقصى البالغ 27. نظرًا لأن أكثر من 27 رياضيًا (بعد تطبيق حد 3 لكل لجنة وطنية) بلغوا المعيار التأهيلي، لا يتم استخدام التصنيفات العالمية.
كانت فترة التأهل في الأصل من 1 يناير 2019 إلى 29 يونيو 2020. بسبب جائحة فيروس كورونا، تم تعليق الفترة من 6 أبريل 2020 إلى 30 نوفمبر 2020، مع تمديد تاريخ الانتهاء إلى 29 يونيو 2021.
يمكن تحقيق معايير التأهل الزمنية في مختلف اللقاءات التي تُجرى خلال الفترة المحددة وتحظى بموافقة الاتحاد الدولي لألعاب القوى (إياف). كانت كل من اللقاءات الداخلية والخارجية مؤهلة للتأهل. قد يتم احتساب أحدث بطولات المنطقة ضمن التصنيف، حتى لو لم تكن خلال فترة التأهل.
لا تستطيع اللجان الأولمبية الوطنية استخدام مكانها العالمية في سباق 10٬000 متر.

## صيغة المسابقة
تكون الحدث من سباق واحد.

## الأرقام القياسية
قبل هذه المسابقة، كانت الأرقام القياسية العالمية والإقليمية الحالية كما يلي.
| الرقم القياسي العالمي  | ليتيسنبيت غيدي (ETH)  | 29:01.03 | هينجيلو، هولندا         | 8 يونيو 2021  |
| الرقم القياسي الأولمبي | ألماز أيانا (إثيوبيا) | 29:17.45 | ريو دي جانيرو، البرازيل | 12 أغسطس 2016 |
| أفضل رقم في الموسم     | ليتيسنبيت غيدي (ETH)  | 29:01.03 | هينجيلو، هولندا         | 8 يونيو 2021  |

| المنطقة                                              |             |                   |                  |
| المنطقة                                              | الوقت (ث)   | الرياضي           | الدولة           |
| ---------------------------------------------------- | ----------- | ----------------- | ---------------- |
| أفريقيا (الأرقام القياسية)                           | 29:01.03 WR | ليتيسنبيت غيدي    | إثيوبيا          |
| آسيا (الأرقام القياسية)                              | 29:31.78    | وانغ جونتشيا      | الصين            |
| أمريكا الشمالية والوسطى والكاريبي (الأرقام القياسية) | 30:13.17    | مولي هادل         | الولايات المتحدة |
| أوروبا (الأرقام القياسية)                            | 29:06.82    | سيفان حسن         | هولندا           |
| أوقيانوسيا (الأرقام القياسية)                        | 30:35.54    | كيم سميث          | نيوزيلندا        |
| أمريكا الجنوبية (الأرقام القياسية)                   | 31:47.76    | كارمن دي أوليفيرا | البرازيل         |

تم تسجيل الأرقام القياسية التالية خلال المنافسات:
| الدولة  | الرياضية                    | الجولة  | الوقت    | ملاحظات |
| ------- | --------------------------- | ------- | -------- | ------- |
| بوروندي | فرانسيني نيونسابا (بوروندي) | النهائي | 30:41.93 |         |

## الجدول الزمني
جميع الأوقات هي توقيت اليابان (UTC+9)
الـ 10000 متر للسيدات أقيمت في يوم واحد.
| التاريخ             | الوقت | الجولة  |
| ------------------- | ----- | ------- |
| السبت، 7 أغسطس 2021 | 19:00 | النهائي |

### النهائي
| الرتبة | الرياضية                 | الدولة           | الوقت                | ملاحظات   |
| ------ | ------------------------ | ---------------- | -------------------- | --------- |
| الأول  | سيفان حسن                | هولندا           | 29:55.32             |           |
| الثاني | كالكيدان جيزاهيجن        | البحرين          | 29:56.18             |           |
| الثالث | ليتيسنبيت غيدي           | إثيوبيا          | 30:01.72             |           |
| 4      | هيلين أوبيري             | كينيا            | 30:24.27             | PB        |
| 5      | فرانسيني نيونسابا        | بوروندي          | 30:41.93             | NR        |
| 6      | إيرين تشيبت تشيفتاي      | كينيا            | 30:44.00             | PB        |
| 7      | ريريكا هيروناكا          | اليابان          | 31:00.71             | PB        |
| 8      | كونستانزه كلوسترهالفن    | ألمانيا          | 31:01.97             |           |
| 9      | إيليش ماكولغان           | بريطانيا العظمى  | 31:04.46             |           |
| 10     | إميلي سيسون              | الولايات المتحدة | 31:09.58             |           |
| 11     | ياسمين كان               | تركيا            | 31:10.05             | SB        |
| 12     | كاريزا شفايتزر           | الولايات المتحدة | 31:19.96             |           |
| 13     | أليسيا مونسن             | الولايات المتحدة | 31:21.36             |           |
| 14     | أندريا سيكافين           | كندا             | 31:36.36             |           |
| 15     | دولشي تيسفو              | إرتريا           | 31:37.98             |           |
| 16     | شيلا تشيلانغات           | كينيا            | 31:48.23             |           |
| 17     | جيسيكا جود               | بريطانيا العظمى  | 31:56.80             |           |
| 18     | ميراف باهتا              | السويد           | 32:10.49 (32:10.483) |           |
| 19     | كميل بوسكومب             | نيوزيلندا        | 32:10.49 (32:10.489) | SB        |
| 20     | دومينيك سكوت             | جنوب إفريقيا     | 32:14.05             |           |
| 21     | هيتومي نيا               | اليابان          | 32:23.87             | SB        |
| 22     | يوكا أندو                | اليابان          | 32:40.77             |           |
| 23     | سلامويت تيفري            | إسرائيل          | 32:46.46             |           |
| 24     | ميرسيلين تشيلانغات       | أوغندا           | 33:10.90             |           |
|        | سارة لاتي                | السويد           | DNF                  |           |
|        | كارولين بييركيلي غروفدال | النرويج          | DNF                  |           |
|        | سوزان كرومينز            | هولندا           | DNF                  |           |
|        | تسيجي جيبريسيلاما        | إثيوبيا          | DNF                  |           |
|        | تسيهاي جيميتشو           | إثيوبيا          | DQ                   | TR 17.3.2 |